# Plethodon teyahalee
Plethodon teyahalee — вид хвостатих амфібій родини Безлегеневі саламандри (Plethodontidae).

## Поширення
Вид є ендеміком США. Поширений у горах Блю Райдж, що знаходяться на сході країни у штатах Північна Кароліна, Теннессі та Джорджія. Зустрічається у помірних лісах.